# Софийская кольцевая дорога
Софийская кольцевая дорога (болг. Софийски околовръстен път, также называемая по-болгарски Околовръстно шосе, часто сокращаемая до просто Околоръстното) — является важной магистралью вокруг Софии, столицы Болгарии. По Българской классификации по республиканским адресам в стране, это и Республиканский пункт II-18. Длина кольцевой дороги составляет 61,8 км, и недавно она была модернизирована на нескольких участках. Через него проходят важные европейские дороги, такие как E79, E80 и E871. За исключением первых 9,5 км дорога на различных участках дублируется ещё тремя первоклассными дорогами дорожной сети Республики Болгария — I8, I1 и I6.
Кольцевая дорога Софии разделена на четыре участка (дуги): юг, север, запад и восток. Большая часть южной дуги была значительно модернизирована в несколько этапов в период с 2007 по 2012 год, что теперь обеспечивает бесконфликтное сообщение между узлами «Бояны» и «Младост IV». Следующая запланированная модернизация южного участка будет проведена между районом «Бакстон» и автомагистралью «Струма» (A4).
Восточная дуга, расположенная между автомагистралями «Фракия» (А1) и «Хемус» (А2), разделена по уровням и обеспечивает три полосы движения и обочину в каждом направлении. Однако она не обозначена как автомагистраль, и действует ограничение скорости 90 км/ч.
В северной части города Северная касательная соединяет конец западной дуги возле деревню Мрамор с автомагистралью «Хемус». Это автомагистраль с контролируемым доступом, предназначенная для транзитного движения и заменяющая существующую северную дугу. It was tendered in 2012, Тендер был объявлен в 2012 году, строительные работы начались в 2015 году и он был открыт в апреле 2016 года.
Западная дуга полностью модернизирована до раздельного статуса, между автомагистралью «Струма» (A4) и Северной скоростной касательной.

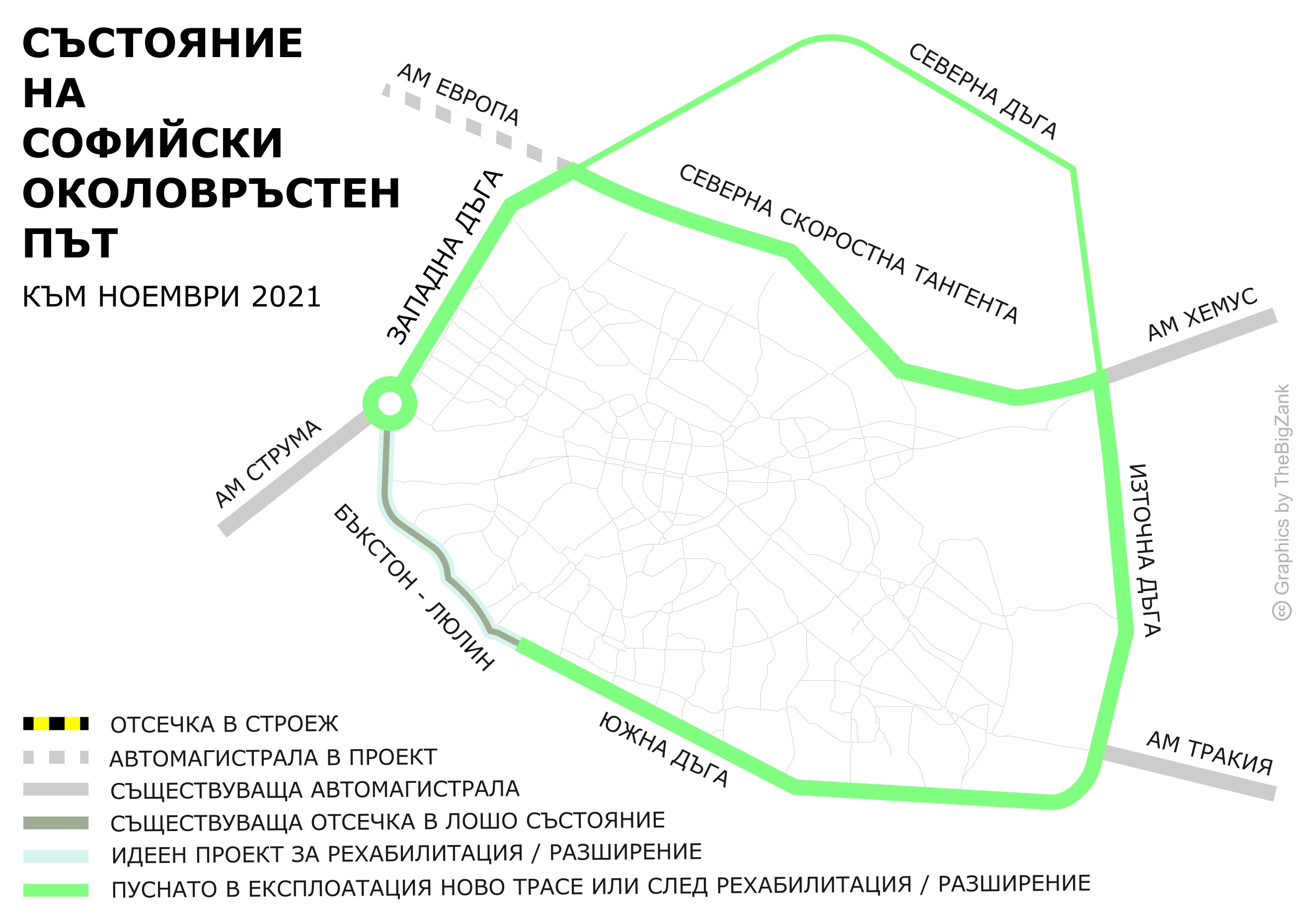
Текущая схема
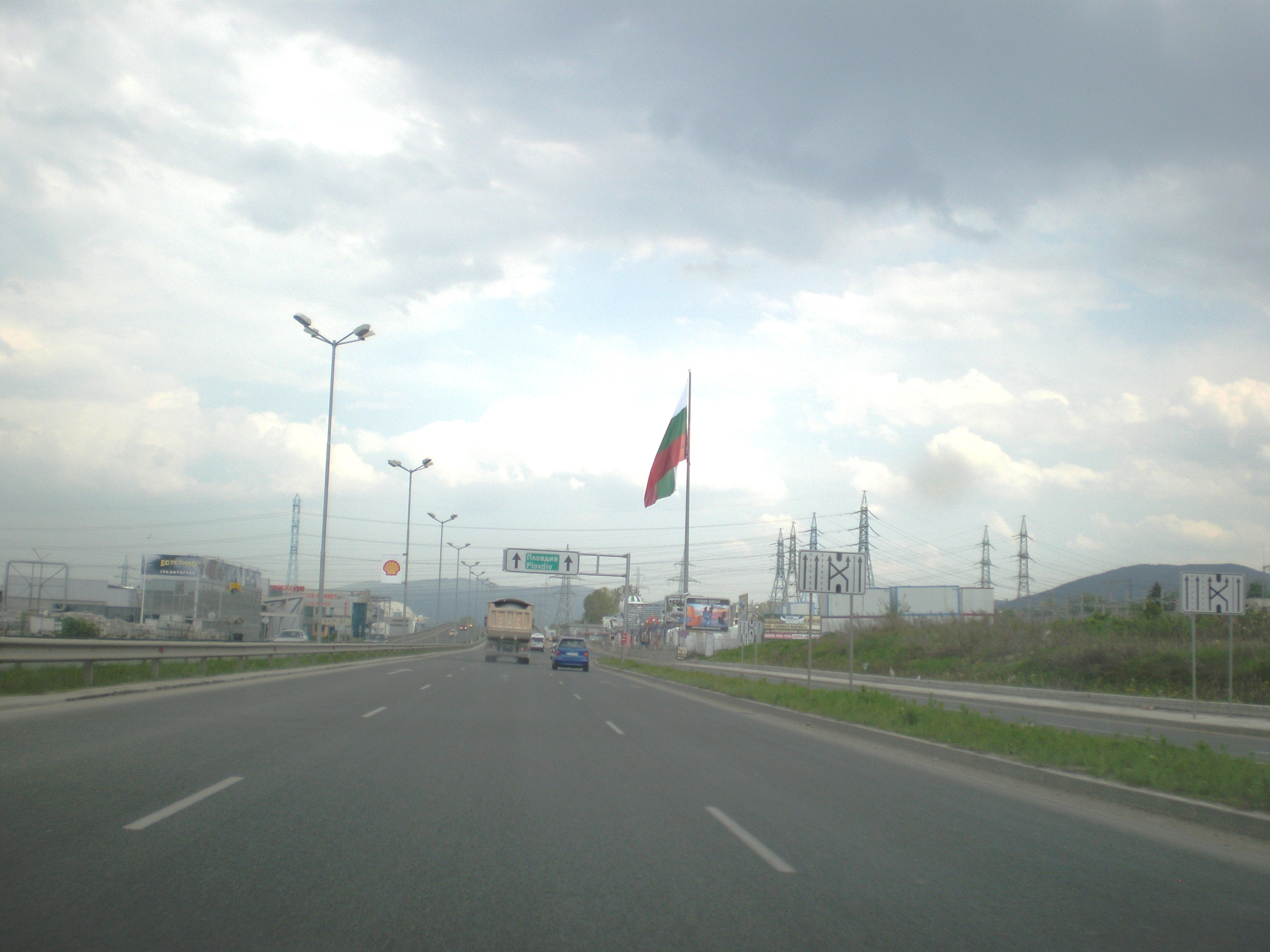
Модернизированный участок южной дуги Софийской кольцевой дороги
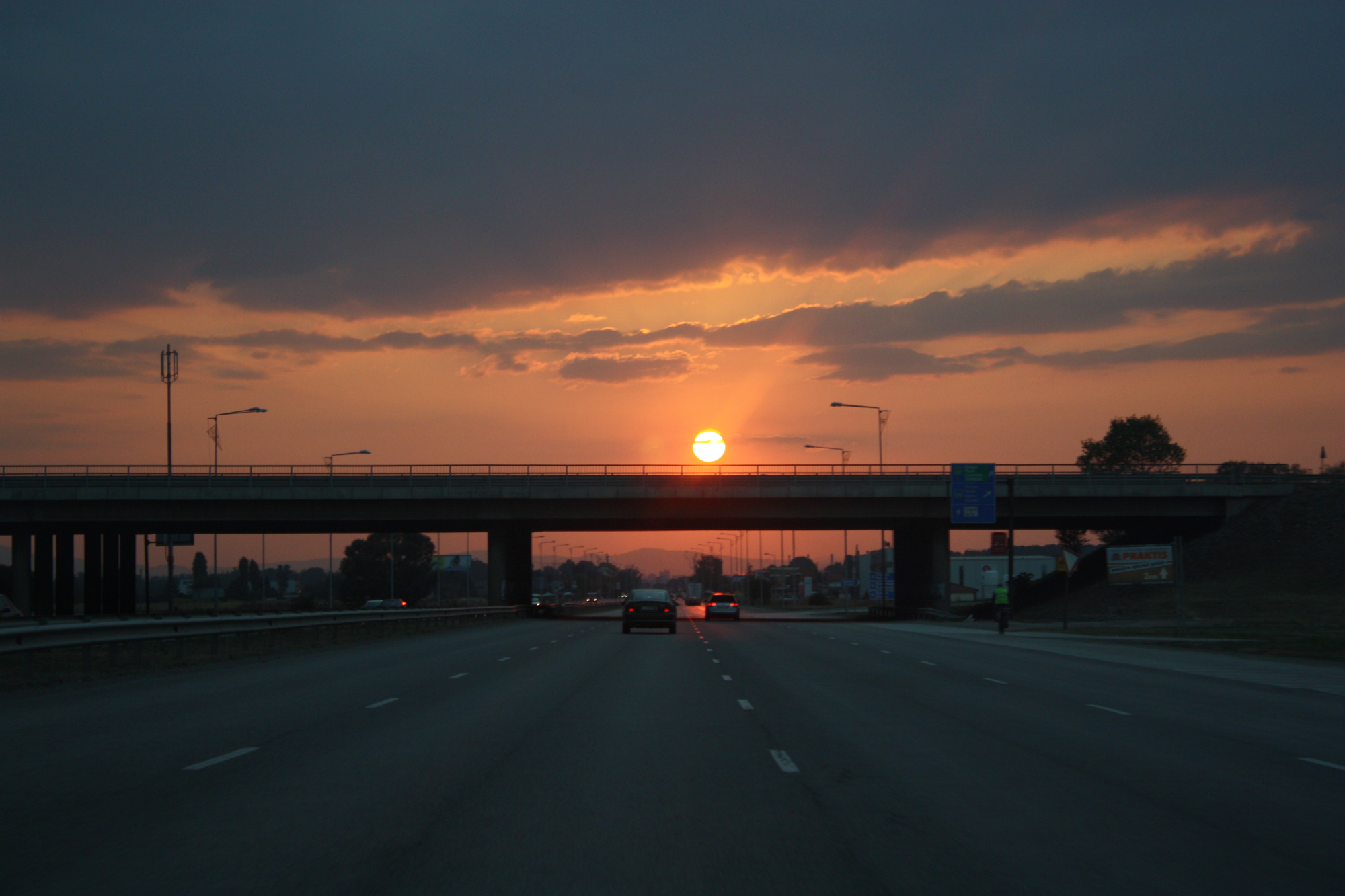
Эстакада кольцевой дороги